# Elezioni parlamentari in Lituania del 2020
Le elezioni parlamentari in Lituania del 2020 si tennero l'11 ottobre (primo turno) e il 25 ottobre (secondo turno) per il rinnovo del Seimas. In seguito all'esito elettorale, l'indipendente Ingrida Šimonytė divenne Primo ministro, nell'ambito di un governo di coalizione formato da Unione della Patria - Democratici Cristiani di Lituania, Movimento dei Liberali della Repubblica di Lituania e Partito della Libertà.

## Sistema elettorale
I 141 membri del Seimas sono eletti mediante un sistema elettorale misto. 71 membri sono eletti in collegi uninominali maggioritari, mentre i restanti 70 membri vengono eletti con metodo proporzionale e possibilità di esprimere voto di preferenza. 
Nello specifico, per quanto concerne i collegi uninominali, i candidati risultano eletti se ottengono la maggioranza assoluta dei voti espressi (incluse schede bianche e voti non validi) e, contemporaneamente, l'affluenza alle urne è di almeno il 40%. Se questi criteri non vengono soddisfatti, entro quindici giorni, si tiene un ballottaggio tra i due candidati più votati al primo turno. Nel secondo turno viene eletto il candidato che ottiene più voti, ma se l'affluenza alle urne in un determinato collegio è di nuovo inferiore al 40%, l'intero processo elettorale viene ripetuto.
Per quanto invece riguarda i 70 seggi assegnati assegnati proporzionalmente, le singole liste devono ricevere almeno il 5% del totale dei voti espressi per partecipare alla spartizione dei seggi. Per le liste elettorali multipartitiche lo sbarramento aumenta al 7%.

## Risultati
| Liste                                                              | Riepilogo nazionale | Riepilogo nazionale | Riepilogo nazionale | Collegi uninominali | Collegi uninominali | Totale seggi |
| Liste                                                              | Voti                | %                   | Seggi               | I turno             | II turno            | Totale       |
| ------------------------------------------------------------------ | ------------------- | ------------------- | ------------------- | ------------------- | ------------------- | ------------ |
| Unione della Patria - Democratici Cristiani di Lituania            | 292.124             | 25,77               | 23                  | 1                   | 26                  | 50           |
| Unione dei Contadini e dei Verdi di Lituania                       | 204.791             | 18,07               | 16                  | -                   | 16                  | 32           |
| Partito del Lavoro                                                 | 110.773             | 9,77                | 9                   | -                   | 1                   | 10           |
| Partito Socialdemocratico di Lituania                              | 108.649             | 9,58                | 8                   | -                   | 5                   | 13           |
| Partito della Libertà                                              | 107.093             | 9,45                | 8                   | -                   | 3                   | 11           |
| Movimento dei Liberali della Repubblica di Lituania                | 79.755              | 7,04                | 6                   | -                   | 7                   | 13           |
| Azione Elettorale dei Polacchi in Lituania                         | 56.386              | 4,97                | -                   | 2                   | 1                   | 3            |
| Partito Socialdemocratico del Lavoro di Lituania                   | 37.197              | 3,28                | -                   | -                   | 3                   | 3            |
| Partito di Centro - Nazionalisti                                   | 26.769              | 2,36                | -                   | -                   | -                   | -            |
| Riunificazione Nazionale                                           | 25.098              | 2,21                | -                   | -                   | -                   | -            |
| Libertà e Giustizia                                                | 23.355              | 2,06                | -                   | -                   | 1                   | 1            |
| Partito dei Verdi di Lituania                                      | 19.303              | 1,70                | -                   | -                   | 1                   | 1            |
| Via del Coraggio                                                   | 13.337              | 1,18                | -                   | -                   | -                   | -            |
| Partito Lituania - Di Tutti                                        | 11.352              | 1,00                | -                   | -                   | -                   | -            |
| Unione dei Cristiani                                               | 8.825               | 0,78                | -                   | -                   | -                   | -            |
| Unione di Solidarietà delle Generazioni - Coesione per la Lituania | 5.808               | 0,51                | -                   | -                   | -                   | -            |
| Partito Popolare di Lituania                                       | 2.946               | 0,26                | -                   | -                   | -                   | -            |
| Indipendenti                                                       | -                   | -                   | -                   | -                   | 4                   | 4            |
| Totale                                                             | 1.133.561           |                     | 70                  | 3                   | 68                  | 141          |